# Báb el-Mandeb
A Báb el-Mandeb (arab betűkkel باب المندب – Bāb al-Mandab; klasszikus ejtés szerint Báb al-Mandab) tengerszoros, mely a Vörös-tengert köti össze az Indiai-óceánnal (közelebbről az Ádeni-öböllel) az ázsiai Arab-félsziget és Afrika elválasztásával. Nevének jelentése arabul „a siralom kapuja”, ami veszélyes hajózhatóságára utal, ennek ellenére a mai napig forgalmas nemzetközi hajóút.
A jemeni Rász Menheli és dzsibuti Rász Sziján fokok között húzódó szorost Perim szigete választja ketté, mely jemeni fennhatóság alá tartozik. A dzsibuti partok mentén fekszik a hét apró szárazulatból álló Hét Fivér – vagy arab nevén Szavabi – szigetcsoport. 
Perim és az Arab-félsziget között található a kb. 3 kilométer széles és mintegy 30 méter mély Báb Iszkender (Iszkender-szoros), míg a sziget és az afrikai partok közti Dakt el-Majún mintegy 25 kilométer széles, és átlagos mélysége kb. 310 méteres. A keleti csatornán a Vörös-tenger felé vezető felszíni áramlás az uralkodó, míg a nyugatin erősek az ellenkező irányú, felszín alatti áramlatok.